# Liste der ÖKOLOG-Schulen im Burgenland
Diese Liste enthält alle ÖKOLOG-Schulen im Burgenland.

## Volksschule
| Schule                                           | Adresse                                      | ÖKOLOG-Schule seit | Nachhaltigkeit im Leitbild der Schule | Quelle     |
| ------------------------------------------------ | -------------------------------------------- | ------------------ | ------------------------------------- | ---------- |
| VS Deutsch Jahrndorf                             | Neubaugasse 27 2423 Deutsch Jahrndorf        | 15. März 2011      | Ja                                    | oekolog.at |
| VS Draßburg - Baumgarten / OŠ Rasporak - Pajngrt | Schulgasse 1 7021 Draßburg                   | 9. September 2014  | Ja                                    | oekolog.at |
| VS Illmitz - Nationalparkschule                  | Zickhöhe 25 7142 Illmitz                     | 26. September 2002 | Ja                                    | oekolog.at |
| VS Steinberg-Dörfl                               | Obere Hauptstraße 119 7453 Steinberg-Dörfl   | 15. Mai 2014       | Ja                                    | oekolog.at |
| VS Zurndorf                                      | Mühlgasse 42 2424 Zurndorf                   | 12. Juli 2016      | Ja                                    | oekolog.at |
| Volksschule Oberwart                             | Schulgasse 3 7400 Oberwart                   | 20. April 2021     | Ja                                    | oekolog.at |
| Volksschule St. Michael                          | Schulstraße 250 7535 St. Michael             | 7. Oktober 2013    |                                       | oekolog.at |
| Volksschule Andau                                | Schulgasse 3 7163 Andau                      | 16. Dezember 2004  | Ja                                    | oekolog.at |
| Volksschule Donnerskirchen                       | Schulgasse 12 7082 Donnerskirchen            | 1. Dezember 2014   |                                       | oekolog.at |
| Volksschule Dürnbach                             | Nr 118 7472 Dürnbach                         | 9. September 2013  | Ja                                    | oekolog.at |
| Volksschule Eisenstadt                           | Bahnstraße 2–4 7000 Eisenstadt               | 16. August 2010    | Ja                                    | oekolog.at |
| Volksschule Frauenkirchen                        | Kirchenplatz 1b 7132 Frauenkirchen           | 18. Dezember 2001  | Ja                                    | oekolog.at |
| Volksschule Gattendorf                           | Untere Dorfstraße 8–10 2474 Gattendorf       | 18. Februar 2015   | Ja                                    | oekolog.at |
| Volksschule Hornstein / osnovna škola Vorištan   | Schulgasse 10 7053 Hornstein                 | 28. Februar 2013   |                                       | oekolog.at |
| Volksschule Kobersdorf                           | Badgasse 12 7332 Kobersdorf                  | 21. Februar 2023   | Ja                                    | oekolog.at |
| VS Lackenbach                                    | Mühlgasse 4 7322 Lackenbach                  | 25. März 2008      | Ja                                    | oekolog.at |
| Volksschule Markt Allhau                         | Schulgasse 13 7411 Markt Allhau              | 15. Oktober 2014   | Ja                                    | oekolog.at |
| Volksschule Mattersburg                          | Schulgasse 2 7210 Mattersburg                | 23. November 2004  | Ja                                    | oekolog.at |
| Volksschule Mörbisch                             | Eschengasse 27 7072 Mörbisch                 | 10. September 2014 | Ja                                    | oekolog.at |
| Volksschule Müllendorf                           | Weinberggasse 12a 7052 Müllendorf            | 7. Februar 2022    | Ja                                    | oekolog.at |
| Volksschule Nickelsdorf                          | Lindengasse 26 2425 Nickelsdorf              | 15. Januar 2020    | Ja                                    | oekolog.at |
| Volksschule Oberpetersdorf                       | Schulgasse 2 7332 Oberpetersdorf             | 16. April 2002     | Ja                                    | oekolog.at |
| Volksschule Schattendorf                         | Kirchenplatz 1 7022 Schattendorf             | 29. März 2012      | Ja                                    | oekolog.at |
| Volksschule Schützen                             | Schulstraße 4 7081 Schützen                  | 16. Dezember 2013  | Ja                                    | oekolog.at |
| Volksschule Siegendorf / Osnovna škola Cindrof   | Haydnplatz 1 7011 Siegendorf                 | 26. September 2017 |                                       | oekolog.at |
| Volksschule Sieggraben                           | Untere Hauptstraße 17 7223 Sieggraben        | 20. Oktober 2010   |                                       | oekolog.at |
| Volksschule Sigleß                               | Schulgasse 2 7032 Sigless                    | 20. Februar 2006   |                                       | oekolog.at |
| Volksschule Stotzing                             | Hofstatt 2 2443 Stotzing                     | 30. Januar 2017    | Ja                                    | oekolog.at |
| Volksschule Trausdorf / Osnovna škola Trajštof   | DDr. Stefan Laszlo-Platz 2 7061 Trausdorf    | 9. Juni 2010       |                                       | oekolog.at |
| Volksschule Wiesen                               | Bahnstraße 4 7203 Wiesen                     | 16. Oktober 2007   |                                       | oekolog.at |
| Volksschule Wimpassing an der Leitha             | Hauptstraße 12 2485 Wimpassing an der Leitha | 28. Mai 2013       | Ja                                    | oekolog.at |
| Volksschule Zemendorf                            | Hauptstraße 103 7023 Zemendorf               | 30. Oktober 2006   |                                       | oekolog.at |
| ÖKOLOG Volksschule Leithaprodersdorf             | Schulgasse 24 2443 Leithaprodersdorf         | 26. April 2011     | Ja                                    | oekolog.at |

## Mittelschule
| Schule                                    | Adresse                           | ÖKOLOG-Schule seit | Nachhaltigkeit im Leitbild der Schule | Quelle     |
| ----------------------------------------- | --------------------------------- | ------------------ | ------------------------------------- | ---------- |
| MS Andau                                  | Schulgasse 3 7163 Andau           | 16. Dezember 2004  |                                       | oekolog.at |
| MS Kobersdorf                             | Badgasse 13 7332 Kobersdorf       | 18. März 2015      |                                       | oekolog.at |
| MS Schattendorf                           | Fabriksgasse 53 7022 Schattendorf | 25. Mai 2012       | Ja                                    | oekolog.at |
| MS St. Michael                            | Schulstraße 250 7535 St. Michael  | 27. August 2008    | Ja                                    | oekolog.at |
| MS Zurndorf                               | Mühlgasse 42 2424 Zurndorf        | 9. Februar 2009    | Ja                                    | oekolog.at |
| Mittelschule Illmitz - Nationalparkschule | Zickhöhe 25 7142 Illmitz          | 12. Oktober 2015   | Ja                                    | oekolog.at |
| Mittelschule Mattersburg                  | Wulkalände 4 7210 Mattersburg     | 11. Dezember 2001  | Ja                                    | oekolog.at |
| Mittelschule Neudörfl                     | Kirchenplatz 1 7201 Neudörfl      | 4. Februar 2002    | Ja                                    | oekolog.at |
| Naturpark Mittelschule Rechnitz           | Schulgasse 10 7471 Rechnitz       | 8. November 2021   |                                       | oekolog.at |
| SPORT-MS Frauenkirchen                    | Kirchenplatz 1 7132 Frauenkirchen | 15. März 2011      | Ja                                    | oekolog.at |
| Sportmittelschule Oberschützen            | Schulweg 6 7432 Oberschützen      | 5. Mai 2021        | Ja                                    | oekolog.at |
| Zweisprachige Mittelschule Großwarasdorf  | Schulstraße 3 7304 Großwarasdorf  | 6. Dezember 2021   | Ja                                    | oekolog.at |

## Allgemein bildende höhere Schule
| Schule                          | Adresse                                  | ÖKOLOG-Schule seit | Nachhaltigkeit im Leitbild der Schule | Quelle     |
| ------------------------------- | ---------------------------------------- | ------------------ | ------------------------------------- | ---------- |
| BG/BRG Mattersburg              | Hochstraße 1 7210 Mattersburg            | 30. Mai 2005       |                                       | oekolog.at |
| BG/BRG/BORG Eisenstadt          | Kurzwiese 7000 Eisenstadt                | 15. April 2009     | Ja                                    | oekolog.at |
| Gymnasium Neusiedl              | Bundesschulstraße 3 7100 Neusiedl am See | 10. Januar 2023    |                                       | oekolog.at |
| HLW/BORG Theresianum Eisenstadt | Kalvarienbergplatz 8 7000 Eisenstadt     | 30. Januar 2023    | Ja                                    | oekolog.at |

## Berufsbildende Schule
| Schule                    | Adresse                                  | ÖKOLOG-Schule seit | Nachhaltigkeit im Leitbild der Schule | Quelle     |
| ------------------------- | ---------------------------------------- | ------------------ | ------------------------------------- | ---------- |
| BHAK/BHAS Eisenstadt      | Bad-Kissingen-Platz 3 7000 Eisenstadt    | 6. Dezember 2021   | Ja                                    | oekolog.at |
| BHAK/BHAS Frauenkirchen   | Kirchengasse 1 7132 Frauenkirchen        | 30. Dezember 2005  |                                       | oekolog.at |
| BHAK/BHAS Mattersburg     | Michael Koch Straße 44 7210 Mattersburg  | 14. Mai 2001       | Ja                                    | oekolog.at |
| BHAK/BHAS Neusiedl am See | Bundesschulstraße 4 7100 Neusiedl am See | 4. September 2007  |                                       | oekolog.at |
| BHAK/BHAS Oberwart        | Schulgasse 2–4 7400 Oberwart             | 11. Dezember 2001  |                                       | oekolog.at |
| Berufsschule Mattersburg  | Bahnstraße 41 7210 Mattersburg           | 26. März 2001      |                                       | oekolog.at |
| HBLA Oberwart             | Badgasse 7 7400 Oberwart                 | 13. November 2002  |                                       | oekolog.at |
| HLW Pinkafeld             | Schulstraße 7 7423 Pinkafeld             | 9. Juni 2015       |                                       | oekolog.at |
| PANNONEUM Neusiedl am See | Bundesschulstraße 4 7100 Neusiedl am See | 29. Juni 2016      |                                       | oekolog.at |

## Pädagogische Hochschule
| Schule                                     | Adresse                                      | ÖKOLOG-Schule seit | Nachhaltigkeit im Leitbild der Schule | Quelle     |
| ------------------------------------------ | -------------------------------------------- | ------------------ | ------------------------------------- | ---------- |
| Private Pädagogische Hochschule Burgenland | Thomas Alva Edison Strasse 1 7000 Eisenstadt | 12. Oktober 2015   | Ja                                    | oekolog.at |

## Sonstige Schulform
| Schule             | Adresse                               | ÖKOLOG-Schule seit | Nachhaltigkeit im Leitbild der Schule | Quelle     |
| ------------------ | ------------------------------------- | ------------------ | ------------------------------------- | ---------- |
| ASO Mattersburg    | Bauweltstraße 5 7210 Mattersburg      | 16. März 2004      | Ja                                    | oekolog.at |
| PTS Mattersburg    | Michael Koch-Str. 44 7210 Mattersburg | 23. November 2004  | Ja                                    | oekolog.at |
| Storchennestschule | Mittelgasse 15 u. 17 7342 Kaisersdorf | 20. März 2013      |                                       | oekolog.at |

Stand: 5/2023